# Dalkey Island
Dalkey Island är en ö i republiken Irland.   Den ligger i provinsen Leinster, i den östra delen av landet sydöst om Dublin. På ön finns ett torn, en kyrkruin och gräsmarker.